# Fuller Albright
Fuller Albright (* 12. Januar 1900 in Buffalo; † 8. Dezember 1969 in Boston) war ein US-amerikanischer Mediziner, der sich mit Stoffwechselerkrankungen beschäftigte (Endokrinologe). 

## Leben
Albright studierte Medizin in Harvard. 1924 schloss er das Studium ab. Danach arbeitete er an der Johns Hopkins University in Baltimore und in Wien. Von 1942 bis 1961 arbeitete er als Associate Professor wieder in Harvard, u. a. mit Harry F. Klinefelter, mit dem er das Klinefelter-Syndrom erforschte.
Zum Ende seines Lebens litt Fuller Albright an der Parkinson-Krankheit.

## Werk
Nach ihm sind u. a. folgende Krankheiten benannt:
- Albright-Syndrom (auch McCune-Albright-Syndrom)
- Albright-Butler-Bloomberg-Syndrom
- Albright-Osteodystrophie
- Klinefelter-Reifenstein-Albright-Syndrom (üblicherweise nur Klinefelter-Syndrom)

## Auszeichnungen
Albright war Mitglied der American Academy of Arts and Sciences (1941), der National Academy of Sciences der Vereinigten Staaten (1952) und der französischen Académie nationale de Médecine (1960).